# Interorbital Systems
Interorbital Systems Corporation (IOS) est un constructeur aérospatial américain basé à Mojave, en Californie. La compagnie a été fondée en 1996 par Roderick et Randa Milliron,, qui ont également co-fondé [Quand ?] Trans-Lunar Research, une organisation à but non lucratif. Ils développent un lanceur commercial à faible coût, en utilisant, lorsque possible, des composants de nature non aérospatiale pour réduire les coûts. Interorbital Systems s'est engagé dans le développement d'un lanceur pour l'équipe Synergy Moon (en) concourant au Google Lunar X Prize et pour des lancements commerciaux. La compagnie était également concourante au prix Ansari X Prize et au prix America's Space Prize (en).

## Recherche et développement
Interorbital Systems développe sa famille de lanceurs NEPTUNE, qui lanceront des charges utiles en orbite à partir de plates-formes maritimes,[réf. nécessaire].
En 2016, le site Web de l'entreprise a indiqué qu'elle construisait ses fusées en utilisant des composants commerciaux standards lorsque c'était possible pour réduire les coûts. En 2016, le système NEPTUNE devait être la famille de lanceurs d'Interorbital System construits à partir de différentes configurations du Common Propulsion Module.

### Common Propulsion Module
En 2011, tous les modèles de fusée d'Interorbital Systems étaient basés sur le Common Propulsion Module (CPM, module de propulsion commun). Le CPM était supposé être une petite fusée capable de lancer 145 kg de charge utile sur une trajectoire suborbitale à une altitude de 310 km. Plusieurs CPM sont combinés en étages parallèles pour atteindre les exigences des différentes missions, conception déjà retenue par le projet OTRAG. Même si Interorbital a expérimenté des ergols cryogéniques, ils ont utilisé de l'acide nitrique fumant blanc hypergolique et de l'essence de térébenthine comme oxydant et carburant. Le CPM est modélisé de façon à maximiser la simplicité - les carburants sont hypergoliques et sont injectés sous pression, ce qui supprime la nécessité des systèmes d'allumage et de turbopompes.

### Fusées-sondes
Interorbital Systems a testé un certain nombre de moteurs-fusées dans la fourchette de 2 à 22 kN de poussée et a effectué des essais de vol sur son banc d'essai, Neutrino[Quand ?]. Neutrino est une fusée-sonde conçue pour le vol suborbital à basse altitude. Elle a été conçue dans le but d'évaluer les systèmes pour les plus grosses fusées qui lui feront suite[réf. nécessaire].
En 2006, IOS avait une licence de lancement active de l'Office of Commercial Space Transportation (en) pour Tachyon, une fusée-sonde conçue pour un vol suborbital d'un apogée de 120 milles (192 km).

### Concepts de modélisation préliminaires
- Solaris : une modélisation de fusée suborbitale du début des années 2000. Elle fut la première tentative d'IOS de remporter le prix Ansari X Prize. Solaris n'a pas été terminée à temps et a été battue par SpaceShipOne de Scaled Composites[6].

### Événements marquants

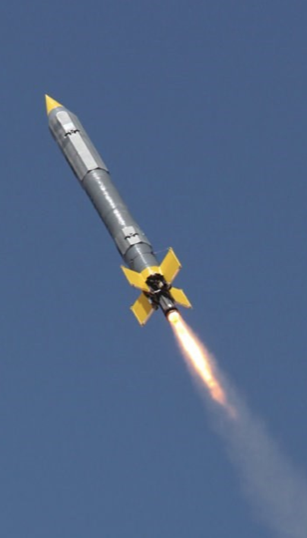
Vol d'essai du CPM seul le 29 mars 2014 avec quatre charges utiles à bord.

- Le moteur principal du CPM a subi son premier allumage statique concluant le 28 octobre 2012. Le moteur, constitué d'une chambre en composite, a effectué une poussée de 7 500 lb en utilisant de l'acide nitrique et de la térébenthine[réf. nécessaire].
- Le Common Propulsion Module Test Vehicle (CPM TV, véhicule d'essai du module de propulsion commun) a effectué son premier vol d'essai concluant le 29 mars 2014[11]. Les charges utiles comprenaient deux CubeSat, une charge utile de Synergy Moon (en) et un CD de musique : ENCLOSURE (en) de l'ancien guitariste des Red Hot Chili Peppers, John Frusciante[12] La fusée a atteint une altitude de 10 000 pieds et sera réutilisée pour le prochain vol d'essai. Toutes les charges utiles ont été récupérées intactes[11].

### Kits de satellites
- Le kit de satellite CubeSat Personal Satellite Kit est disponible en version standard 1 kg et en version non standard de 1,33 kg. Construit d'un cadre en aluminium, il est conçu pour des expériences simples, recevoir et transmettre des signaux radio, ou pour un usage personnel.
- Le kit de satellite TubeSat Personal Satellite Kit, une alternative moins coûteuse aux CubeSats est entièrement constituée de circuits imprimés.

IOS affirment que les kits seront lancés sur des orbites de 310 km d'altitude, à dégradation rapide où ils finiront par brûler dans l'atmosphère terrestre[réf. nécessaire]. Interorbital a un grand manifeste pour les deux types de lancements.

## Google Lunar XPrize
En juin 2016, Interorbital Systems s'était engagé en tant que membre et fournisseur de lancement de l'équipe Synergy Moon (en) dans le cadre du concours Google Lunar X Prize,. L'astromobile lunaire de l'équipe devait décoller de la surface de la Lune à l'aide d'une version modifiée à 36 modules de la fusée NEPTUNE[réf. nécessaire].